# أندرو بليك
أندرو بليك (بالإنجليزية: Andrew Blake) (14 مارس 1996 بنيوزيلندا - ) هو لاعب كرة قدم نيوزلندي في مركز الوسط. لعب مع Hawke's Bay United FC ‏ وWellington Phoenix FC Reserves ‏.

## وصلات خارجية
- أندرو بليك على موقع قاعدة بيانات كرة القدم.إي يو (الإنجليزية)
- أندرو بليك على موقع Soccerway.com (الإنجليزية)